# Bittacus erythrostigma
Bittacus erythrostigma är en näbbsländeart som beskrevs av George W. Byers 1975. Bittacus erythrostigma ingår i släktet Bittacus och familjen styltsländor. Inga underarter finns listade i Catalogue of Life.